# Karl-August Tiirmaa
Karl-August Tiirmaa, né le 7 juillet 1989 à Võru, est un coureur estonien du combiné nordique.

## Biographie
Actif depuis 2006 au niveau international, il est deux fois champion d'Estonie en 2008 et 2009. En 2009, il obtient sa première sélection en élite aux Championnats du monde de Liberec, où il est notamment 39e au petit tremplin. Il fait ses débuts en Coupe du monde en 2010 et marque ses premiers points en 2014, avec notamment une 19e place à Tchaikovsky, dans une saison, où il participe à ses premiers Jeux olympiques, à Sotchi, finissant deux fois 44e.  
Il compte deux 36e places comme meilleurs résultats individuels aux Championnats du monde en 2015 et 2017.
Il prend part aux Jeux olympiques d'hiver de 2018. En 2018, il remporte son troisième titre de champion d'Estonie. Il prend sa retraite sportive cette année cependant.

## Palmarès

### Jeux olympiques
| Épreuve / Édition | Épreuve / Édition | Sotchi 2014 | Pyeongchang 2018 |
| Gundersen         | PT                | 44e         | 43e              |
| Gundersen         | GT                | 44e         | 45e              |

Légende : PT = petit tremplin, GT = grand tremplin.

### Championnats du monde
| Épreuve / Édition            | Épreuve / Édition            | Liberec 2009                     | Oslo 2011                        | Val di Fiemme 2013               | Falun 2015                       | Lahti 2017                       |
| ---------------------------- | ---------------------------- | -------------------------------- | -------------------------------- | -------------------------------- | -------------------------------- | -------------------------------- |
| Départ en masse (Mass-start) | Départ en masse (Mass-start) | 55e                              | Épreuve inexistante à cette date | Épreuve inexistante à cette date | Épreuve inexistante à cette date | Épreuve inexistante à cette date |
| Gundersen                    | PT                           | 39e                              | 44e                              | 52e                              | 36e                              | 36e                              |
| Gundersen                    | GT                           | 52e                              | 40e                              | 45e                              | 46e                              | 45e                              |
| Par équipes                  | Par équipes                  | 9e                               | Épreuve inexistante à cette date | Épreuve inexistante à cette date | Épreuve inexistante à cette date | Épreuve inexistante à cette date |
| Par équipes                  | PT                           | Épreuve inexistante à cette date | 12e                              | 11e                              | 10e                              | 9e                               |
| Par équipes                  | GT                           | Épreuve inexistante à cette date |                                  | Épreuve inexistante à cette date | Épreuve inexistante à cette date | Épreuve inexistante à cette date |

légende :  : pas d'épreuve
GT : grand tremplin / PT : petit tremplin.

### Coupe du monde
- Meilleur classement général : 60e en 2014.
- Meilleur résultat individuel : 19e.

#### Différents classements en Coupe du monde
| Année     | Classement général final |
| 2013-2014 | 60e                      |
| 2016-2017 | 67e                      |
| 2017-2018 | 66e                      |